# Октафторопротактинат(V) натрия
Октафторопротактинат(V) натрия — неорганическое соединение,
двойная соль протактиния, натрия и плавиковой кислоты
с формулой Na3PaF8,
белые кристаллы.

## Получение
- Осаждение ацетоном смеси растворов фторида натрия и фторида протактиния(V) в концентрированной плавиковой кислоте:

{\displaystyle {\mathsf {PaF_{5}+3NaF\ {\xrightarrow {HF}}\ Na_{3}PaF_{8}\downarrow }}}

## Физические свойства
Октафторопротактинат(V) натрия образует кристаллы
тетрагональной сингонии,
пространственная группа I 4/mmm,
параметры ячейки a = 0,5487 нм, c = 1,089 нм, Z = 2
.
Растворяется в разбавленной плавиковой кислоте (8,7 г/л в 0,35 М HF).